# Слупца
Слупца (пол. Słupca) — город в Польше, входит в Великопольское воеводство, Слупецкий повят. Имеет статус городской гмины. Занимает площадь 10,31 км². Население — 14 186 человек (на 2011 год).

## Фотографии

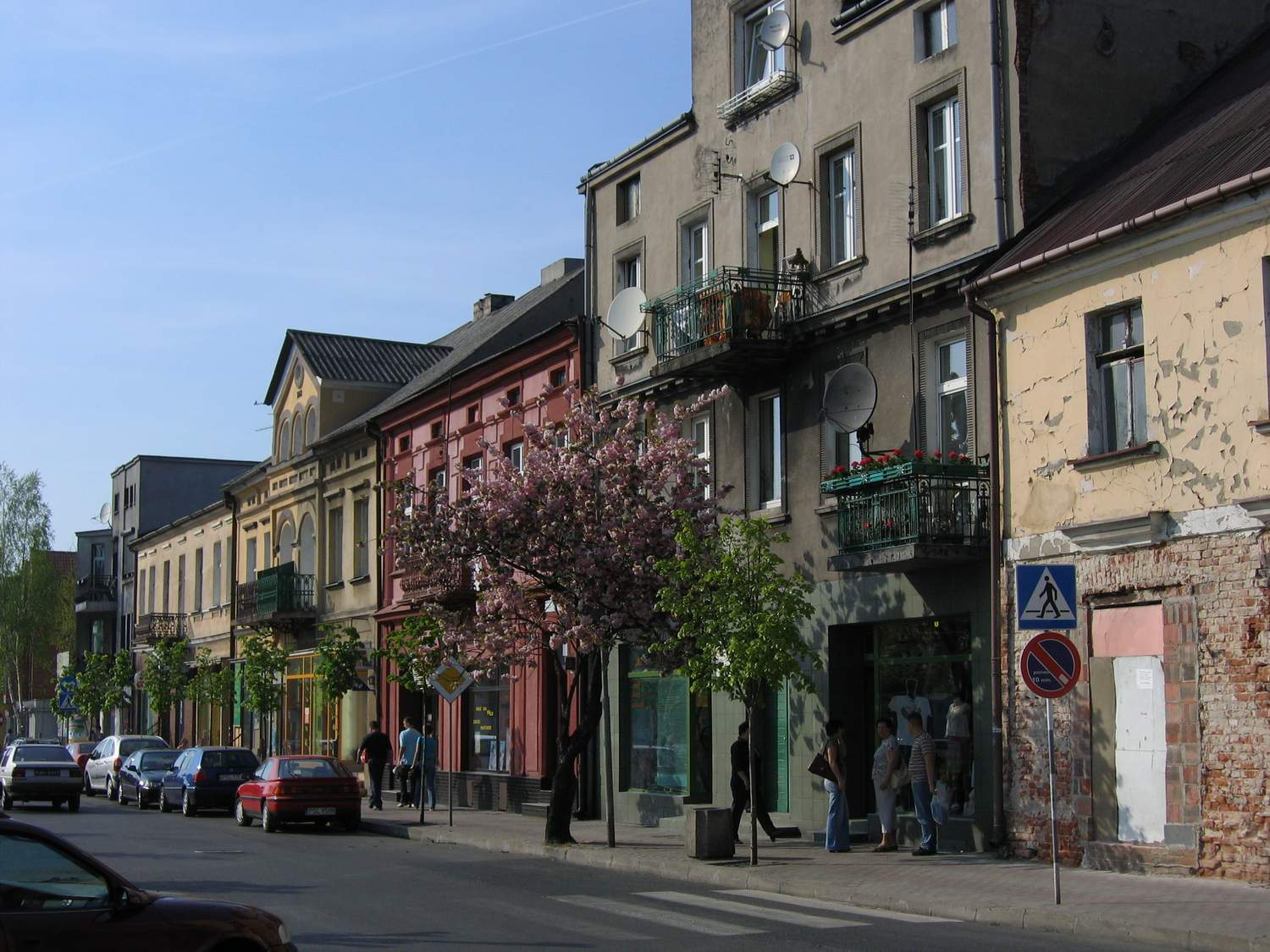
Здания на пл. Свободы
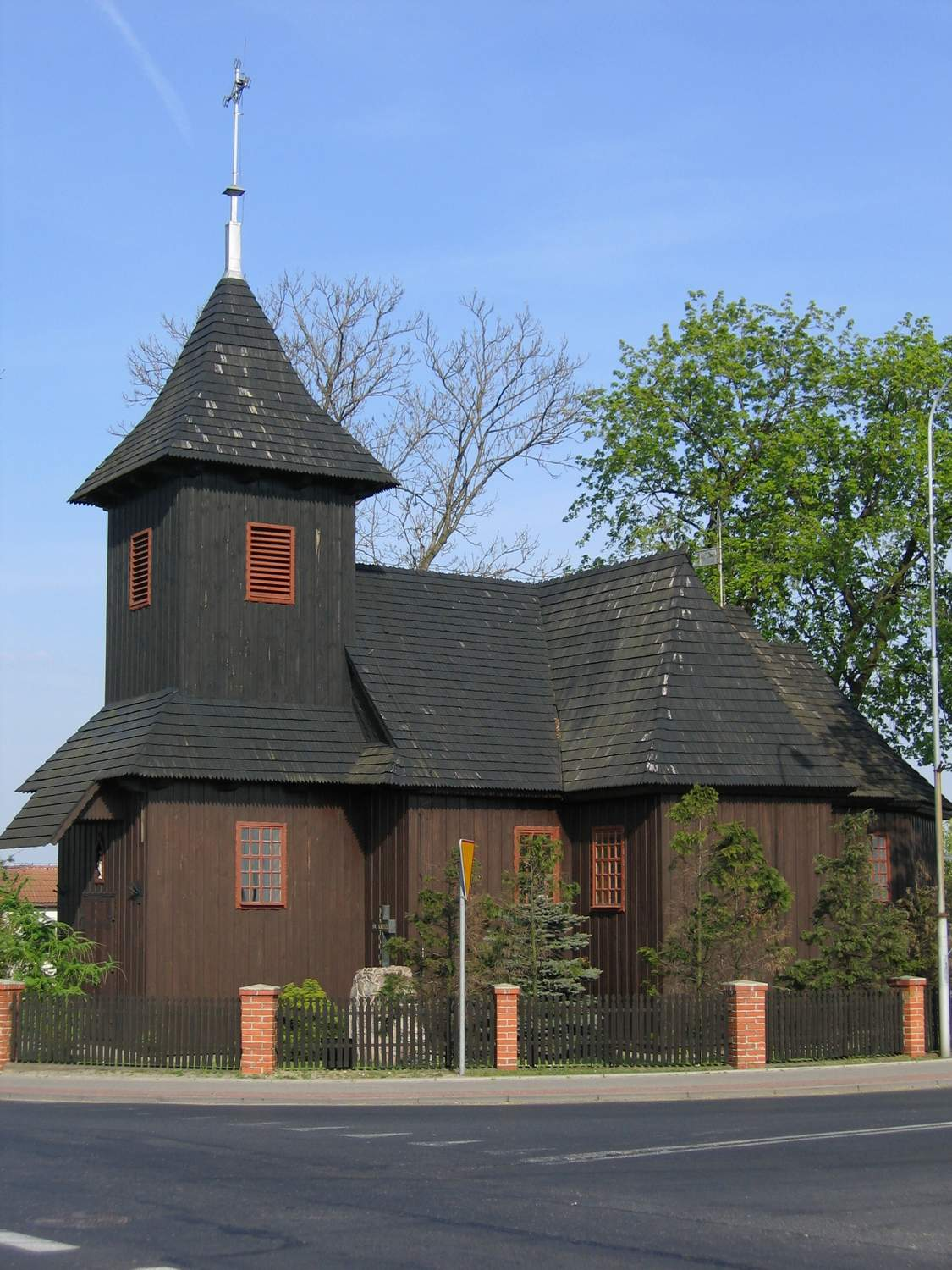
Костел св. Леонарда
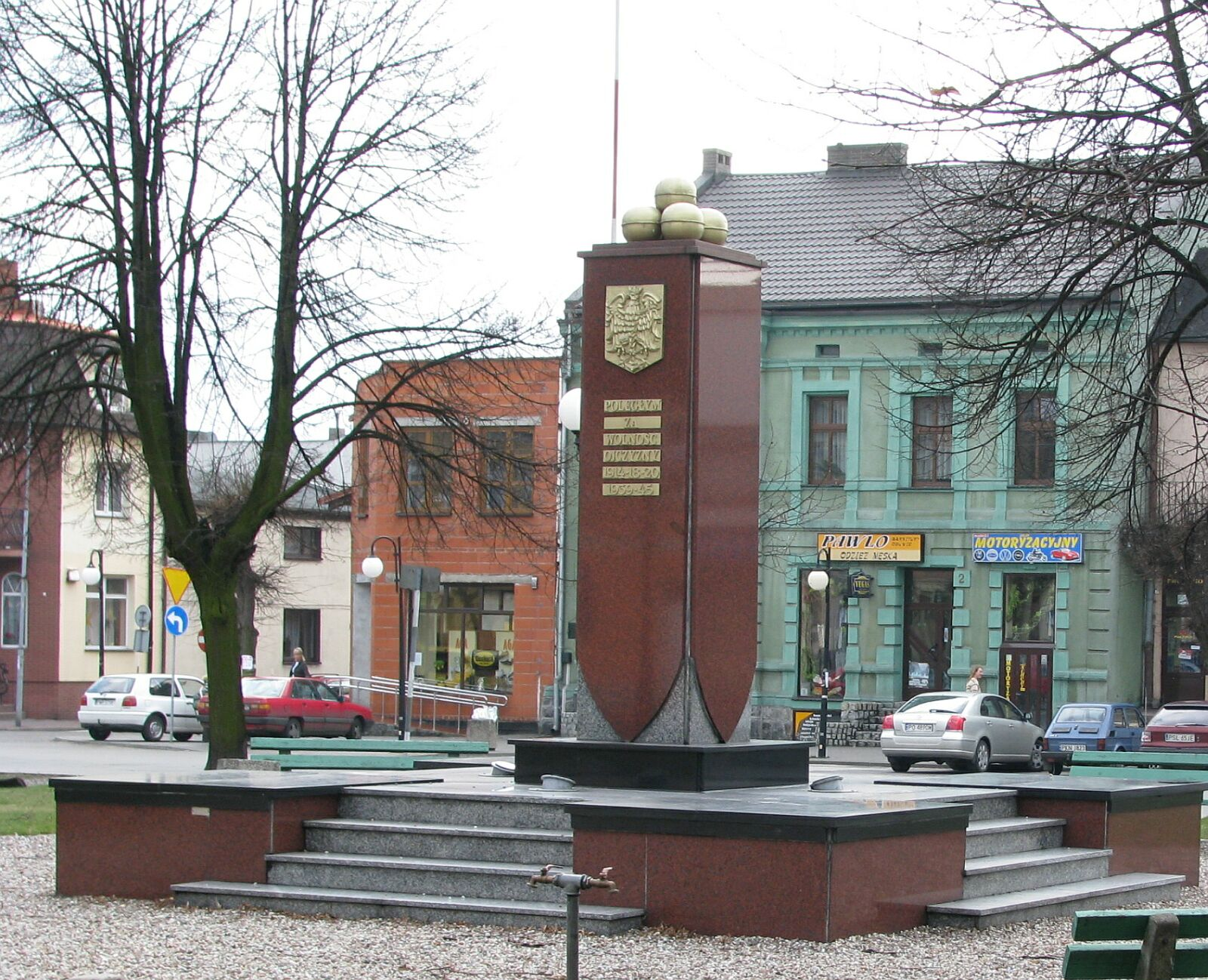
Памятник погибшим за свободу Отчизны